# Ailette
L'Ailette, detto anche La Lette, è un piccolo fiume francese del dipartimento dell'Aisne, nella regione Alta Francia, affluente alla riva sinistra dell'Oise.

## Etimologia
Attestato Alea nel 922 senza diminutivo. Il fiume nasce nel villaggio di Ailles, senza alcun dubbio della stessa etimologia (vecchia radice idronomica *al-).

## Geografia
Lungo 59,5 km, l'Aillette nasce a nord della foresta di Vauclair nell'Aisne, a ovest del comune di Sainte-Croix (a sud-est di Laon), nella località detta les Cottignies e a 134 m d'altitudine.
Essa si dirige verso ovest, riceve le acque della Bièvre tra Chamouille e Neuville-sur-Ailette, e finisce per confluire nell'Oise a Quierzy, tra Noyon e Chauny, a 44 metri d'altitudine.
Nel 1984, è stato costruito sul suo corso uno sbarramento che ha creato un lago artificiale, seguito dalla creazione di un parco con una base nautica e in prossimità un campo da golf. 
In autunno 2007, questo parco, dopo una completa risistemazione, è divenuto la terza base di impiego del tempo libero francese del Center Parcs.
La valle dell'Ailette ospita una gran parte del canale che collega l'Oise all'Aisne.

### Comuni e cantoni attraversati
Nel solo dipartimento dell'Aisne, l'Ailette attraversa i trentanove comuni seguenti, da monte verso valle, di Sainte-Croix (sorgente), Corbeny, Craonne, Bouconville-Vauclair, Chermizy-Ailles, Neuville-sur-Ailette, Cerny-en-Laonnois, Chamouille, Pancy-Courtecon, Colligis-Crandelain, Trucy, Chevregny, Monampteuil, Filain, Pargny-Filain, Chavignon, Urcel, Royaucourt-et-Chailvet, Chaillevois, Merlieux-et-Fouquerolles, Vaudesson, Pinon, Lizy, Anizy-le-Château, Vauxaillon, Landricourt, Leuilly-sous-Coucy, Jumencourt, Crécy-au-Mont, Coucy-le-Château-Auffrique, Pont-Saint-Mard, Champs, Guny, Trosly-Loire, Saint-Paul-aux-Bois, Pierremande, Bichancourt, Manicamp, Quierzy (confluenza).
In termini di cantoni, l'Ailette nasce nel cantone di Guignicourt, attraversa I cantoni di Laon-1 e Fère-en-Tardenois e confluisce nel cantone di Vic-sur-Aisne, il tutto negli arrondissement di Laon e di Soissons.

### Toponimi
L'Ailette ha dato il suo idronimo al comune di Neuville-sur-Ailette.

### Bacino idrografico

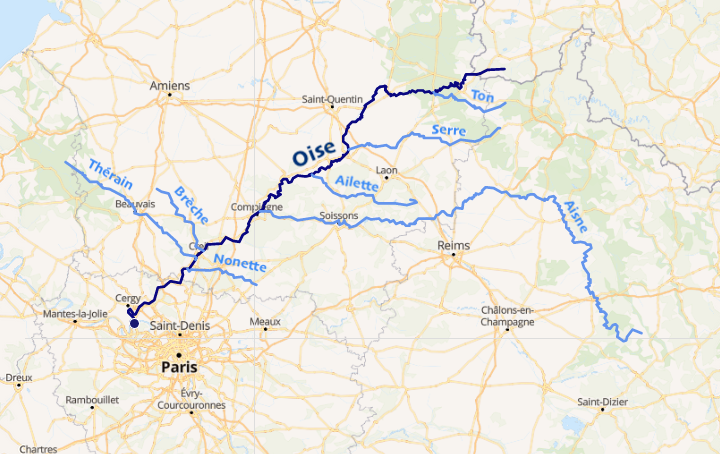
Posizionamento dell'Ailette in riva sinistra nel bacino dell'Oise

L'Ailette attraversa tre zone idrografiche: 
- L'Oise, dalla confluenza del torrente di Servais (escluso) alla confluenza dell'Ailette (esclusa) (H021),
- L'Ailette dalla confluenza del Marais de Montbavin (inclusa) alla confluenza dell'Oise (esclusa) (H023),
- L'Ailette, dalla sua sorgente alla confluenza del Marais de Montbavin (esclusa) (H022)[1].

### Organismo gestionale
L'Organismo gestionale è lo SMA o Sindacato Misto dell'Ailette creato nel maggio 1971, con sede a Chamouille.

## Affluenti
L'Ailette ha diciassette affluenti ufficiali i principali dei quali sono (rd= alla riva destra; rs= alla riva sinistra):
- La Bièvre, 7,3 km sui cinque comuni di Chamouille, Neuville-sur-Ailette, Ployart-et-Vaurseine, Martigny-Courpierre, Bièvres, che confluisce nel lago dell'Ailette e di numero di Strahler tre.
- L'Ardon (rd), 11,2 km con sei affluenti e di numero di Strahler quattro.
- il torrente del Ponceau, 10 km e di numero di Strahler tre.
- il Marais de Montbavin, 9 km e di numero di Strahler tre.
- il ru du Bartel, 8 km e di numero di Strahler tre.
- il ru du Bordet, 8 km e di numero di Strahler uno.
- il ru de l'Aulnois, 7 km e di numero di Strahler due.

### Numero di Strahler
Il suo numero di Strahler è cinque per via dell'Ardon.

### L'Aillette a Bichancourt
La stazione H7332010 dell'Ailette a Bichancourt ha osservato il fiume dal 1968 al 1980, quindi per 12 anni, e a 999 m d'altezza s.l.m. Il modulo vi è di 1,70 m3/s.

## Storia
È nella sua valle che nel 1134 è stata fondata l'abbazia di Vauclair.
Sbarrando la via di Parigi tra la Somme e l'Aisne, nel corso della Prima Guerra mondiale, l'Ailette e il suo canale che collega l'Oise all'Aisne furono l'oggetto di combattimenti accaniti nel 1917 e nel 1918.
In maggio e giugno 1940, all’inizio della Seconda Guerra mondiale, nuovamente l'Ailette e il Chemin des Dames conobbero combattimenti decisivi per la via di Parigi sulla linea Weygand (v. Campagna di Francia).